# Annenbach
Der Annenbach ist ein über vier Kilometer langer Bach im baden-württembergischen Landkreis Sigmaringen, der nordwestlich des Dorfes Menningen der Stadt Meßkirch von rechts und Westen in den Talbach mündet.

## Geographie

### Verlauf

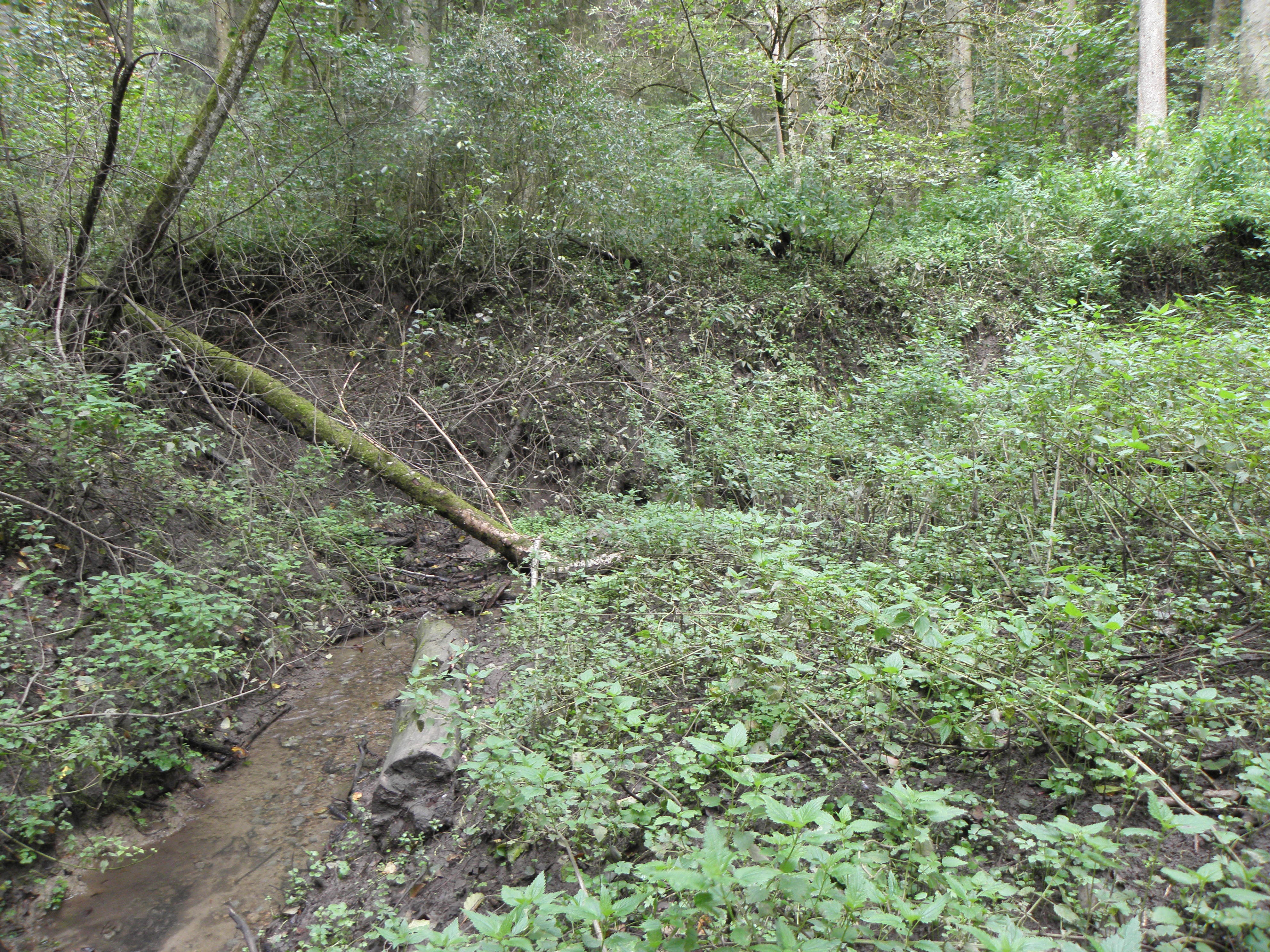
Doline, in der der Annenbach die meiste Zeit des Jahres verschwindet, Naturdenkmal

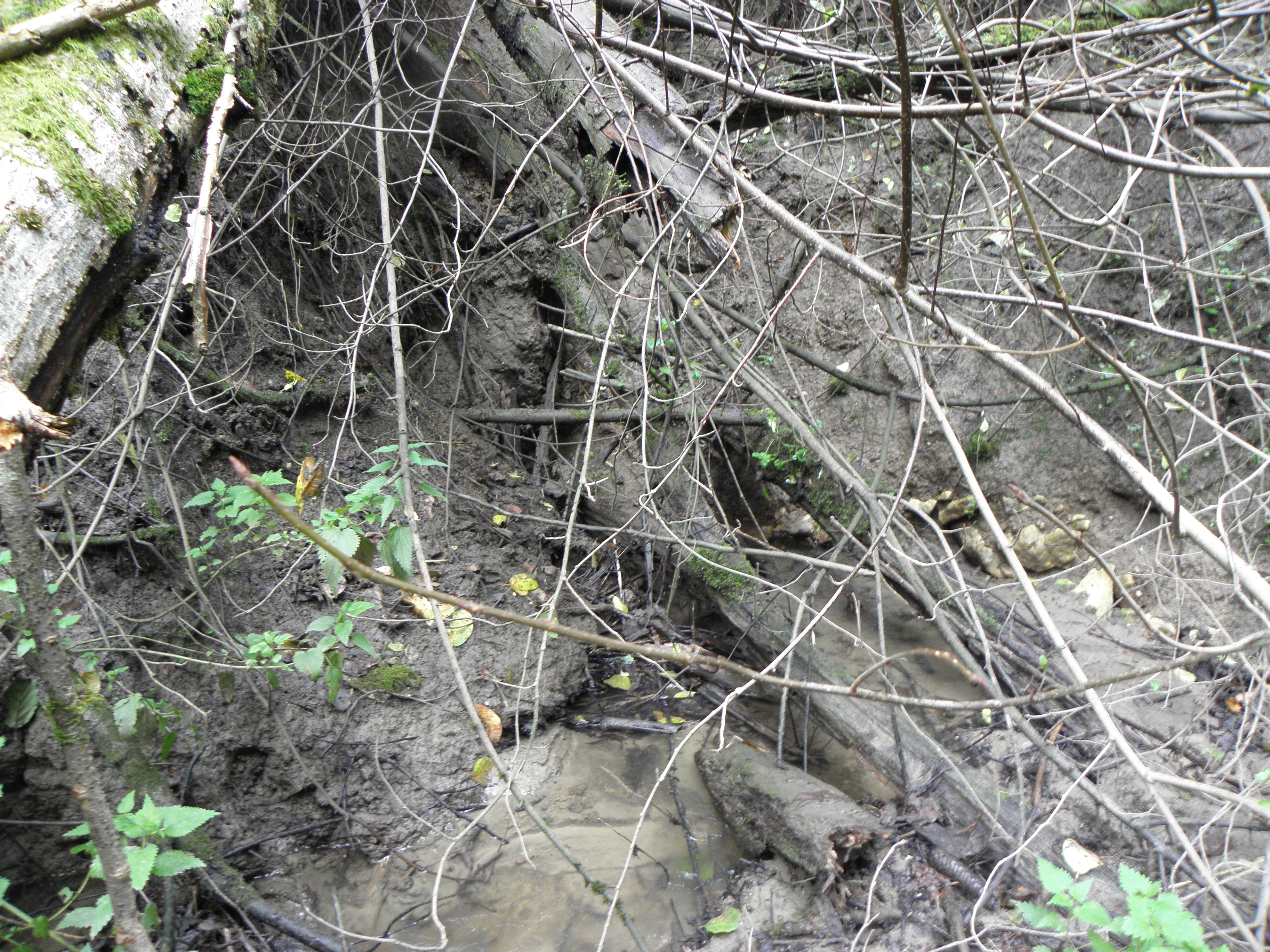
Bachschwinde des Annenbachs

Der Annenbach entspringt etwa 700 Meter südwestlich des Dorfrandes von Engelswies in der Gemeinde Inzigkofen, zwischen dem Talsberg im Nordosten und dem Hackenberg im Westen in der etwa südsüdöstlich ziehenden Mulde der Gemarkung Seibenwiesen. Sein Oberlauf ist ein sehr gerader Graben, an dem nur anfangs mehr als sporadisch Staudenbewuchs steht. Nach etwa 1200 Meter Lauf nach Südsüdosten durch die Flur mündet von rechts und Nordwesten her der etwa 800 Meter lange Holzwiesengraben; im abwärtigen Mündungswinkel liegt ein unter 1000 Quadratmeter großer Teich. Schon weniger als 200 Meter weiter bachabwärts tritt gegenüber den Holzwiesen das große Waldgebiet aus Hartwald und Bannwald nahe, zuweilen bis ans linke Ufer des Baches, der nun südlich läuft. Etwas mehr als einen Kilometer weiter fließt von rechts der kurze Ablauf eines 2000 Quadratmeter großen Teichs in den Holzwiesen zu. Knapp einen halben Kilometer weiter tritt er ins Bannholz ein und kehrt sich abrupt nach Osten.
Nach etwa 800 Metern Schlingenlaufs durch den Wald versickert er kurz vor einem die Talmulde von Süd nach Nord querenden Waldweg von Igelswies im Süden nach Engelswies und also rund einen Kilometer vor seiner Mündung in einer Doline mit zehn Metern Durchmesser und zwei Metern Tiefe in den Hangenden Bankkalken des Weißjura ƒ3 (Tithonium, ti1). Das Wasser tritt dann 1200 Meter ostsüdöstlich bei Igelswies aus einer Quelle an der Ablach wieder aus.
Das Trockental unterhalb läuft weiter ostnordöstlich durch den Wald, am Rande des Waldgewanns Bärenloch tritt das Bett wieder in die Flur und zieht als schnurgerader Graben noch hundert Meter nordöstlich bis zur Mündung in den Talbach.
Auf dem gesamten südsüdöstlich laufenden Oberlauf begleitet den Annenbach nahe die Grenze zwischen der Gemarkung Rohrdorf der Stadt Meßkirch im Westen und der Gemarkung Engelswies von Inzigkofen im Osten, auf einem großen Teil dieser Strecke ist er selbst die Grenze. Bald nach seiner ersten Waldannäherung setzt sein Südlauf ein, ab hier reicht die Menninger Gemarkung von Meßkirch im nahen Waldsaum fast bis ans linke Ufer des Mittellaufs. Der ostwärts ziehende Unterlauf liegt ganz auf Menninger Gemarkung.

### Einzugsgebiet
Der Annenbach entwässert rund 4,3 km², wegen seiner Versickerung größtenteils unterirdisch zur Ablach, den Rest oberirdisch zu deren linkem Zufluss Talbach. Im Norden und Osten grenzt dessen oberirdisches Einzugsgebiet an, im Westen dasjenige des am Nordostrand des zentralen Meßkirch ebenfalls von links der Ablach zulaufenden Teuerbachs.
Die größten Höhen im Einzugsgebiet liegen an dessen Nordrand auf dem Gipfel des Hackenbergs (689 m ü. NHN) und besonders an seiner Nordwestecke auf einer Waldkuppe jenseits der Kreisstraße 8279 dem Feuerhart zu auf ungefähr 696 m ü. NHN. Auf etwas mehr als einem Drittel des Gebiets steht Wald, zu über drei Vierteln gehört dieser zum großen Waldgebiet aus Hartwald und Bannholz östlich des Mittel- und beidseits des Unterlaufes. Der kleinere Rest steht an der nördlichen Wasserscheide vom Hackenberg an nach Westen zu. An Besiedlung gibt es nur einen Einzelhof in den westlichen Holzwiesen, der zu Rohrdorf zählt.

### Zuflüsse und Stillgewässer
Liste der Zuflüsse und Seen, von der Quelle zur Mündung. Länge, Einzugsgebiet, Seefläche und Höhe in der Regel nach den Kartendiensten von Daten- und Kartendienst der Landesanstalt für Umwelt Baden-Württemberg (LUBW) (Hinweise). Andere Quellen sind vermerkt.
Quelle des Annenbachs auf knapp 655 m ü. NN etwa 700 Meter westsüdwestlich von Engelswies und etwa 400 Meter südwestlich der Spitze des Talsbergs in der Geländemulde der Seibenwiesen. Der Bach läuft zunächst als windungsloser Graben südöstlich bis südsüdöstlich.
- Holzwiesengraben, von rechts und Nordwesten auf etwa 642 m ü. NHN beim Flurgewann Hirschbrunnen, 800 Meter und rund 1,2 km². (Der Hauptzweig des Annenbachs ist hier schon 1200 Meter lang und hat erst ein Einzugsgebiet von ungefähr 0,8 km².) Entsteht südlich des Hackenbergs auf etwa 655 m ü. NHN. Läuft oberhalb intermittierend noch für wenige hundert Meter als Weggraben.  Im abwärtigen Mündungswinkel liegt ein Kleinweiher von unter 1000 Quadratmeter.[4] Danach bald südlicher Lauf.
- Zufluss aus den Holzwiesen, von rechts und Westen auf etwa 636 m ü. NHN gegenüber dem nördlichen Bannwald längs eines Feldweges, rund 300 Meter.[7]  Entwässert einen 2000 Quadratmeter großen Teich in den Holzwiesen auf knapp 640 m ü. NHN. Danach bald Waldeintritt und Kehre nach Osten.
- Annenbachversickerung, auf etwa 628 m ü. NHN wenig westlich des Forstwegs von Igelswies nach Engelswies durch das Bannholz. 48° 0′ 48″ N, 9° 8′ 6″ O

Mündung des Annenbachs auf etwa 613 m ü. NHN von rechts und zuallerletzt Südwesten im Nordwesteck der offenen Flur um Menningen in den Talbach, der hier etwa östlich fließt. Der Annenbach ist hier 4,1 Kilometer lang und hat ein Einzugsgebiet von etwa 4,3 km² hinter sich.